# John Swartzwelder
John Joseph Swartzwelder Jr. (n. 8 februarie 1949, Seattle, Washington, SUA) este un scenarist și romancier⁠(d) american cunoscut pentru contribuțiile sale la serialul de televiziune animat Familia Simpson. Născut în Seattle, Washington, Swartzwelder și-a început cariera în publicitate, iar ulterior a ajuns în echipa de scriitori ai emisiunii  Saturday Night Live la mijlocul anilor 1980. A scris articole pentru revista Army Man⁠(d) a colegului George Meyer⁠(d), fapt care l-a determinat să se alăture scenariștilor Familiei Simpson în 1989.
A fost scenarist și producător al serialului până în 2003, iar mai târziu a contribuit la filmul Familia Simpson. Swartzwelder a scris în total 59 de episoade și a contribuit la scenariul altora. După plecarea din echipa proiectului de televiziune, a început să scrie romane de ficțiune absurdă⁠(d), cel mai recent fiind The Spy With No Pants publicat în decembrie 2020.
Swartzwelder este considerat de colegii din domeniu drept unul dintre cei mai buni scenariști de comedie. Cunoscut pentru traiul său singuratic, acesta a acordat primul interviu media în 2021, la 18 ani după ultima sa contribuție la Familia Simpson.

## Biografie
Swartzwelder s-a născut în Seattle, Washington în 1949, fiul lui Gloria Mae (născută Matthews) și al lui John Joseph Swartzwelder, Sr. A urmat studiile liceale în Renton, Washington.

## Cariera
În 1983, Swartzwelder a trimis o scrisoare cu glume echipei de scenariști a emisiunii Late Night with David Letterman⁠(d), însă fără să-și menționeze adresa. Scriitorul Jim Downey⁠(d) a reușit să-l găsească cu ajutorul ștampilei poștale și a cărților de telefon a Bibliotecii Publicedin New York. După ce a intrat în contact cu mama lui Swartzwelder, aceasta i-a dezvăluit că fiul său lucrează la o agenție de publicitate din Chicago. Downey a descris interviul lui Swartzwelder drept „unul dintre cele mai îngrozitoare din istorie”; acesta a intrat în biroul lui David Letterman fără aprobare și a discutat despre starea televiziunii - despre care a spus că era „de rahat” - în timp ce fuma și consuma băuturi alcoolice. Nu a fost angajat, însă Downey i-a oferit un post în cadrul Saturday Night Live (SNL) începând din 1985.
La SNL, Swartzwelder a împărțit un birou cu Robert Smigel⁠(d) și l-a întâlnit pe George Meyer⁠(d), cel datorită căruia avea să ajungă scenarist pentru serialul Familia Simpson. A devenit cunoscut la SNL pentru materialele sale bizare. Acesta a fost concediat la mijlocul anului 1986; conform lui Smigel, rețeaua de televiziune l-a forțat pe Lorne Michaels⁠(d), creatorul emisiunii, să facă schimbări de personal. Meyer a părăsit SNL și a creat revista Army Man⁠(d), iar Swartzwelder a devenit contribuitor.
În 1988, Sam Simon⁠(d), un cititor al revistei Army Man, i-a recrutat pe Swartzwelder și Meyer pentru a scrie episoadele Familiei Simpson. Din 1994, odată cu cel de-al șaselea sezon al serialului, acestuia i s-a permis să trimită schițe ale scenariilor sale de acasă, nefiind obligat să participe la sesiunile de rescriere, iar ceilalți membri ai echipei vor revizui materialele așa cum cred de cuviință. Situația a fost influențată de faptul că Swartzwelder era un fumător înveterat și nu era de acord cu interzicerea fumatului în camera scenariștilor. Scenariile sale nu aveau nevoie de multe modificări, în jur de 50% din materialele scris fiind folosite. Conform creatorului Familiei Simpson, Matt Groening, Swartzwelder a scris episoadele serialului în separeul unei cafenele, „în timp ce consuma cantități imense de cafea și fuma țigară după țigară”. Când California a adoptat o lege împotriva fumatului, Swartzwelder a cumpărat separeul și l-a instalat în locuința sa pentru a putea să-și continue munca. În singurul său interviu - acordat revistei The New Yorker în 2021 - Swartzwelder a declarat că și-a negociat contractul astfel încât să i se permită să lucreze de acasă, însă această condiție nu are legătură cu fumatul. De asemenea, a spus că a cumpărat un separeu nou și nu pe cel din restaurant.
În 1996, Swartzwelder a creat proiectul Pistol Pete, o parodie a filmelor western, pentru compania Fox. Cu Stephen Kearney, Mark Derwin⁠(d), Lisa Robin Kelly⁠(d) și Brian Doyle Murray în distribuție, episodul pilot a fost turnat împreună cu echipa de producție a serialului Gunsmoke⁠(d) la insistențele lui Swartzwelder. John Rich⁠(d), regizor veteran cunoscut pentru The Dick Van Dyke Show⁠(d), All in the Family⁠(d) și Gunsmoke, a regizat pilotul; acesta a fost filmat la Veluzat Motion Picture Ranch⁠(d). Fox a respins pilotul. În cele din urmă, a apărut online în 2014.
Cu excepția contribuțiilor sale la lungmetrajul Familia Simpson (2007), Swartzwelder a lipsit din echipa scenariștilor începând cu cel de-al cincisprezecelea sezon (2003–2004), ultimul său episod difuzat („The Regina Monologues⁠(d)”) fiind scris în timpul sezonului precedent (2002-2003). Swartzwelder este scenaristul cu cele mai multe episoade scrise pentru Familia Simpson - 59 de episoade.
După ce a părăsit Familia Simpson, Swartzwelder a început să scrie romane de ficțiune absurdă⁠(d); și-a publicat prima poveste polițistă științifico-fantastică intitulată The Time Machine Did It⁠(d) în 2004. În anul următor, acesta a publicat cartea western Double Wonderful. Următoarele sale cărți au fost: How I Conquered Your Planet în 2006, The Exploding Detective⁠(d) în 2007, Dead Men Scare Me Stupid în 2008, Earth vs. Everybody în 2009, The Last Detective Alive în 2010, The Fifty Foot Detective în 2011 și The Million Dollar Policeman în 2012. În 2014, editura Green House Books a publicat o carte pentru copii scrisă la sfârșitul anilor 1970 de Swartzwelder și ilustrată de David Schutten. Swartzwelder își publică singur cărțile.

## Convingeri politice
Swartzwelder a fost caracterizat ca fiind un libertarian și un „conservator hardcore”. Acesta militează pentru drepturile armelor și, cu toate că a scris multe episoade cu teme ecologiste pentru Familia Simpson, este un „antiecologist”. Scenaristul David Cohen a povestit cum Swartzwelder a declarat la un moment dat că există mai multe păduri tropicale în prezent decât acum 100 de ani.

## Viața personală
Swartzwelder este singuratic și rareori apare în mass-media. La un moment dat, fanii serialului Familia Simpson au pus la îndoială că acesta există cu adevărat; unii au speculat că „John Swartzwelder” este de fapt un pseudonim adoptat de scenariștii care nu vor să fie menționați în generic sau pentru a denota episoadele realizate de mai mulți scenariști. Scriitorul Mike Sacks l-a descris pe Swartzwelder drept un „Thomas Pynchon al comediei”.
Swartzwelder a refuzat mai multe solicitări de participare la comentariile audio⁠(d) pentru seturile DVD ale serialului⁠(d). În timpul înregistrării comentariului pentru episodul „The Cartridge Family⁠(d)” din sezonul al nouălea, producătorul executiv Mike Scully l-a sunat pe Swartzwelder. După ce probabil a vorbit cu el timp de un minut, bărbatul de la celălalt capăt al telefonului a spus: „Păcat că nu sunt adevăratul John Swartzwelder”. Scully și ceilalți au râs și i-au spus: „La revedere, John”. După ce a încheiat convorbirea, Scully a spus: „Știu că ne va da în judecată”.
În 2016, Swartzwelder și-a creat un cont de Twitter. Acesta fost confirmat în mod oficial de o mare parte din foștii săi colegi din Familia Simpson. Contul postează numai fragmente din cărțile lui Swartzwelder.
În 2021, Swartzwelder a acordat singurul său interviu media pentru revista The New Yorker. În cadrul interviului, acesta a menționat că stimează atât revista, cât și scriitori pe care îi publică. De asemenea, este impresionat de laudele primite din partea colegiilor săi și a fanilor Familiei Simpson. 

## Filmografie

### Televiziune
| An        | Film                | Rol                                                      | Note                                      |
| --------- | ------------------- | -------------------------------------------------------- | ----------------------------------------- |
| 1985–86   | Saturday Night Live | Scriitor, 18 episoade                                    | Pirat în episodul găzduit de John Lithgow |
| 1987      | Nightlife           | Scriitor, 1 episod                                       |                                           |
| 1988      | Women in Prison     | Scriitor, 1 episod                                       |                                           |
| 1988      | Mr. President       | Scriitor, 1 episod                                       |                                           |
| 1988      | The Dictator        | Scriitor, 1 episod                                       |                                           |
| 1989–2003 | The Simpsons        | Scriitor, 59 de episoade, editor, consultant, producător |                                           |
| 1996      | Pistol Pete         | Creator, producător executiv, scriitori                  | Pilot refuzat de Fox Broadcasting Company |

### Filme
| An   | Film               | Rol      | Note                                                                     |
| ---- | ------------------ | -------- | ------------------------------------------------------------------------ |
| 2007 | The Simpsons Movie | Scriitor | Contribuții la versurile melodiilor „Spider Pig” și „Springfield Anthem” |

### Familia Simpson

#### Episoade scrise de Swartzwelder
- „Bart the General” (7G05) (1990)
- „The Call of the Simpsons” (7G07) (1990)
- „Life on the Fast Lane” (7G11) (1990)
- „The Crepes of Wrath”(7G13) (1990)
- „Treehouse of Horror”(7F04) (1990)
- „Two Cars in Every Garage and Three Eyes on Every Fish”(7F01) (1990)
- „Itchy & Scratchy & Marge” (7F09) (1990)
- „Bart Gets Hit by a Car” (7F10) (1991)
- „The War of the Simpsons” (7F20) (1991)
- „Bart the Murderer” (8F03) (1991)
- „Treehouse of Horror II”(8F02) (1991)
- „Homer at the Bat” (8F13) (1992)
- „Dog of Death” (8F17) (1992)
- „Brother, Can You Spare Two Dimes?” (8F23) (1992)
- „Itchy & Scratchy: The Movie” (9F03) (1992)
- „Whacking Day” (9F18) (1993)
- „Krusty Gets Kancelled” (9F19) (1993)
- „Rosebud⁠(d)” (1F01) (1993)
- „Homer the Vigilante” (1F09) (1994)
- „Bart Gets Famous” (1F11) (1994)
- „Bart Gets an Elephant” (1F15) (1994)
- „The Boy Who Knew Too Much” (1F19) (1994)
- „Itchy & Scratchy Land” (2F01) (1994)
- „Homer the Great” (2F09) (1995)
- „Bart's Comet” (2F11) (1995)
- „Homie the Clown” (2F12) (1995)
- „Radioactive Man⁠(d)” (2F17) (1995)
- „Treehouse of Horror VI”(3F04) (1995) (Scary John Swartzwelder)
- „Bart the Fink”(3F12) (1996)

- „Homer the Smithers” (3F14) (1996)
- „The Day the Violence Died” (3F16) (1996)
- „You Only Move Twice” (3F23) (1996)
- „Mountain of Madness” (4F10) (1997)
- „Homer vs. the Eighteenth Amendment” (4F15) (1997)
- „The Old Man and the Lisa” (4F17) (1997)
- „Homer's Enemy” (4F19) (1997)
- „The Cartridge Family” (5F01) (1997)
- „Bart Carny” (5F08) (1998)
- „King of the Hill⁠(d)” (5F16) (1998)
- „The Wizard of Evergreen Terrace” (5F21) (1998)
- „Homer Simpson in: 'Kidney Trouble'” (AABF04) (1998)
- „Homer to the Max” (AABF09) (1999)
- „Maximum Homerdrive” (AABF13) (1999)
- „Monty Can't Buy Me Love” (AABF17) (1999)
- „Take My Wife, Sleaze” (BABF05) (1999)
- „The Mansion Family” (BABF08) (2000)
- „Kill the Alligator and Run” (BABF16) (2000)
- „A Tale of Two Springfields” (BABF20) (2000)
- „The Computer Wore Menace Shoes” (CABF02) (2000)
- „Hungry, Hungry Homer” (CABF09) (2001)
- „Simpson Safari” (CABF13) (2001)
- „A Hunka Hunka Burns in Love” (CABF18) (2001)
- „The Lastest Gun in the West” (DABF07) (2002)
- „I Am Furious Yellow” (DABF13) (2002)
- „The Sweetest Apu” (DABF14) (2002)
- „The Frying Game” (DABF16) (2002)
- „Mr. Spritz Goes to Washington” (EABF09) (2003)
- „Treehouse of Horror XIV” (EABF21) (2003) (Triple Admiral John Swartzwelder)
- „The Regina Monologues” (EABF22) (2003)

## Opere

### SeriaThe Frank Burly
- The Time Machine Did It (2004): ISBN 0-9755799-0-8
- How I Conquered Your Planet (2006): ISBN 0-9755799-4-0
- The Exploding Detective (2007): ISBN 0-9755799-6-7
- Dead Men Scare Me Stupid (2008): ISBN 0-9755799-8-3
- Earth vs. Everybody (2009): ISBN 0-9822736-0-6
- The Last Detective Alive (2010): ISBN 0-9822736-2-2
- The Fifty Foot Detective (2011): ISBN 0-9822736-4-9
- The Million Dollar Policeman (2012): ISBN 0-9822736-6-5
- Detective Made Easy (2013): ISBN 0-9822736-8-1
- Burly Go Home (2017): ISBN 978-0989988506
- The Spy With No Pants (2020): ISBN 0989988546

### Povestiri
- The Monster That Wouldn't Sink: (A Frank Burly Short Story) (2015)
- Earth's Biggest Fan: (A Frank Burly Short Story) (2015)

### Romane
- Double Wonderful (2005): ISBN 0-9755799-2-4
- The Animal Report (2014): ISBN 978-1500873905
- The Squirrel Who Saved Practically Everybody (2019): ISBN 978-0989988520